# Дезорз, Гейза
Гейза Дезорз (словац. Gejza Dezorz; род. 6 октября 1978, Кошице) — словацкий кинорежиссёр. Его дед был родом из Бретани, имел цыганские корни, участвовал в Словацком национальном восстании, погиб в 1948 году, наступив на мину.
Гейза Дезорз — создатель (в 2004 году) и руководитель единственного в Словакии кукольного театра для взрослых «Dezorzovho lútkové divadlo».
В качестве режиссёра работал над телесериалами "Криминальная полиция «Ангел»/Kriminálka Anděl (студии D.N.A. + Тv Nova, 2008), Город теней/Mesto tieňov (D.N.A. + Тv Markíza, 2008), Магазинчик счастья/Obchod so šťastím (STV, 2008), Cемейные тайны/Rodinné tajomstva (ОRЕО + Stv, 2005).
Срежиссировал несколько телешоу (Измена по-словацки/Nevera po slovensky), Неудачник на 48 часов/Stroskotanec na 48 hodín) и документальных сериалов (Загадки СК/Záhady SK, Самые крупные трагедии Словакии/Najväčšie tragédie Slovenska).
Гейза Дезорз также является режиссёром рекламных роликов и видеоклипов.
Был автором и режиссёром ряда интересных кукольных и радиопостановок, впоследствии отмеченных на международных фестивалях.
С продюсерской компанией «Alef Film and Media Group» выпустил полноформатный чёрный фильм-триллер Jesoskero Nilaj (по-цыгански «Бабье лето»). Сценарий этого фильма он подготовил совместно со сценаристом и писателем Агдой Бави Пайном. Главную роль в фильме сыграл актёр Словацкого национального театра Александр Барта. Фильм "Бабье лето" был показан в Москве на Фестивале словацкого кино в киноклубе "Фитиль" 28 июня 2014 года (перевод Антонины Юхименко (Украина) и Андрея Ефремова (Россия)). 
Гейза Дезорз также является автором сюжета, соавтором сценария и режиссёром фильма Фабрика смерти: молодая кровь.